# گفارنات
گفارنات (به انگلیسی: Gefarnate) دارویی برای درمان زخم معده است.
همچنین برای استفاده در درمان سندرم خشکی چشم پیشنهاد شده‌است.